# Hymenidium
Hymenidium is een geslacht uit de schermbloemenfamilie (Apiaceae). De soorten komen voor van Centraal-Azië tot in China en de Himalaya.

## Soorten
- Hymenidium album (C.B.Clarke ex H.Wolff) Pimenov & Kljuykov
- Hymenidium amabile (Craib & W.W.Sm.) Pimenov & Kljuykov
- Hymenidium apiolens (C.B.Clarke) Pimenov & Kljuykov
- Hymenidium astrantioideum (H.Boissieu) Pimenov & Kljuykov
- Hymenidium benthamii (DC.) Pimenov & Kljuykov
- Hymenidium brunonis (DC.) Lindl.
- Hymenidium chloroleucum (Diels) Pimenov & Kljuykov
- Hymenidium corydalifolium (Aitch. & Hemsl.) Pimenov & Kljuykov
- Hymenidium cristatum (H.Boissieu) Pimenov & Kljuykov
- Hymenidium davidii (Franch.) Pimenov & Kljuykov
- Hymenidium decurrens (Franch.) Pimenov & Kljuykov
- Hymenidium delavayi (Franch.) Pimenov & Kljuykov
- Hymenidium densiflorum Lindl.
- Hymenidium dentatum (DC.) Pimenov & Kljuykov
- Hymenidium foetens (Franch.) Pimenov & Kljuykov
- Hymenidium giraldii (Diels) Pimenov & Kljuykov
- Hymenidium hedinii (Diels) Pimenov & Kljuykov
- Hymenidium heracleifolium (Franch. ex H.Boissieu) Pimenov & Kljuykov
- Hymenidium heterosciadium (H.Wolff) Pimenov & Kljuykov
- Hymenidium hookeri (C.B.Clarke) Pimenov & Kljuykov
- Hymenidium huzhihaoi Pimenov & Kljuykov
- Hymenidium ladyginii Pimenov & Kljuykov
- Hymenidium lhasanum Pimenov & Kljuykov
- Hymenidium lindleyanum (Klotzsch) Pimenov & Kljuykov
- Hymenidium linearilobum (W.W.Sm.) Pimenov & Kljuykov
- Hymenidium macrochlaenum (K.T.Fu & Y.C.Ho) Pimenov & Kljuykov
- Hymenidium mieheanum Pimenov & Kljuykov
- Hymenidium nubigenum (H.Wolff) Pimenov & Kljuykov
- Hymenidium pachycaule Pimenov & Kljuykov
- Hymenidium pilosum (C.B.Clarke ex H.Wolff) Pimenov & Kljuykov
- Hymenidium pulszkyi (Kanitz) Pimenov & Kljuykov
- Hymenidium stellatum (D.Don) Pimenov & Kljuykov
- Hymenidium szechenyi (Kanitz) Pimenov & Kljuykov
- Hymenidium tsekuense (R.H.Shan) Pimenov & Kljuykov
- Hymenidium virgatum Pimenov & Kljuykov
- Hymenidium wilsonii (H.Boissieu) Pimenov & Kljuykov
- Hymenidium wrightianum (H.Boissieu) Pimenov & Kljuykov
- Hymenidium yunnanense (Franch.) Pimenov & Kljuykov

... · 
Aciphylla · 
Actinotus · 
Aegopodium · 
Aethusa · 
Ammi (Akkerscherm) · 
Anethum · 
Angelica (Engelwortel) · 
Anisotome · 
Anthriscus (Kervel) · 
Apium (Moerasscherm) · 
Artedia · 
Astrantia (Sterrenscherm) · 
Athamanta · 
Azorella · 
Berula · 
Bifora · 
Bunium · 
Bupleurum (Goudscherm) · 
Carum (Karwij) · 
Caucalis · 
Chaerophyllum (Ribzaad) · 
Cicuta · 
Conium · 
Conopodium · 
Coriandrum · 
Crithmum · 
Cuminum · 
Daucus · 
Eryngium (Kruisdistel) · 
Falcaria · 
Ferula · 
Foeniculum · 
Heracleum (Berenklauw) · 
Levisticum · 
Myrrhis · 
Oenanthe (Torkruid) · 
Orlaya · 
Pastinaca (Pastinaak) · 
Petroselinum (Peterselie) · 
Peucedanum (Varkenskervel) · 
Pimpinella (Bevernel) · 
Pycnocycla ·
Sanicula · 
Scandix · 
Selinum · 
Silaum · 
Sium · 
Smyrnium (Zwarte kervel) · 
Steganotaenia · 
Thapsia · 
Thaspium · 
Thecocarpus · 
Tiedemannia · 
Tilingia · 
Torilis (Doornzaad) · 
Xanthosia · 
...